# جسی پرینز
جسی جی. پرینز (به انگلیسی: Jesse J. Prinz)، فیلسوف آمریکایی است که استاد ممتاز فلسفه و مدیر کمیته مطالعات علوم بین‌رشته‌ای در مرکز تحصیلات تکمیلی دانشگاه شهری نیویورک است.
پرینز در فلسفه روان‌شناسی و اخلاق کار می‌کند و چندین کتاب و بیش از ۱۰۰ مقاله تألیف کرده‌است که به موضوعاتی مانند احساسات، روان‌شناسی اخلاقی، زیبایی‌شناسی و خودآگاهی می‌پردازد. بسیاری از کارهای او در این زمینه‌ها دفاع از تجربه‌گرایی در برابر بومی‌گرایی روان‌شناختی بوده‌است و او کار خود را در سنت طبیعت‌گرایانه فلسفه مرتبط با دیوید هیوم قرار می‌دهد. پرینز همچنین از مدافعان فلسفه تجربی است.

## کار فلسفی

### فلسفه احساسات
جسی پرینز یک نظریه «انواع طبیعی» از احساسات ارائه کرده‌است. به گفته وی، یک تجربه عاطفی یک تغییر بدنی است که نشان‌دهنده موقعیت‌هایی در محیط ما است که باید نگران ما باشد. وقتی با محرکی مواجه می‌شویم که بر رفاه ما تأثیر می‌گذارد، مجموعه‌ای از تغییرات بدنی را تجربه می‌کنیم که نشان‌دهنده چیزهایی مانند خطرات، ضررها و تخلفات است. این تغییرات بدنی متناسب با موقعیت هستند و در طول زمان از طریق ارتباط با موارد خاصی که در گذشته با آن‌ها مواجه شده‌ایم، آموخته می‌شوند. آن‌ها احساس می‌شوند، اما اغلب این احساسات در پیش‌زمینه آگاهی پدیدار نیستند. وقتی به احساس توجه می‌کنیم، به یک احساس واقعی تبدیل می‌شود.
مجموعه‌ای از احساسات ممکن توسط زیست‌شناسی ما محدود شده و تقریباً با مقوله‌های عاطفی سنتی ما مطابقت دارد. عواطف سنتی (خشم، ترس و …) نقش‌های کاربردی دارند و همیشه با اشیاء و موقعیت‌های محیط مرتبط هستند. آن‌ها همیشه به سمت چیزی (عمدی) هدایت می‌شوند، و این احساسات پیکربندی بدنی خاصی دارند که آن‌ها را تعریف می‌کند. به گفته پرینز، شش احساس اساسی وجود دارد که با الگوهای بدن منحصربه‌فرد مشخص می‌شوند. «شش عواطف اصلی» در واقع به یک مجموعه اولیه بیولوژیکی از احساسات تقسیم می‌شوند که هر فرهنگ به روش‌های مختلف طبقه‌بندی می‌کند.

### اخلاق و روان‌شناسی اخلاقی
پرینز همچنین از احساسات‌گرایی در اخلاق و نسبی‌گرایی اخلاقی دفاع می‌کند.

## آثار
- تجهیز ذهن: مفاهیم و مبنای ادراکی آن‌ها (انتشارات ام‌آی‌تی: ۲۰۰۲)
- واکنش‌های روده: یک نظریه ادراکی احساسات (انتشارات دانشگاه آکسفورد: ۲۰۰۴)
- ساخت عاطفی اخلاق (انتشارات دانشگاه آکسفورد: ۲۰۰۷)
- فراتر از طبیعت انسان (پنگوئن/نورتون: ۲۰۱۲)
- مغز آگاه (انتشارات دانشگاه آکسفورد: ۲۰۱۲)